# メフメト・アウレリオ
マルコ・アウレリオ・ブリトー・ドス・プラゼレス（Marco Aurélio Brito dos Prazeres、1977年12月15日 - ）は、ブラジル・リオデジャネイロ出身の元サッカー選手、サッカー指導者。トルコ代表であった。現役時代ポジションはミッドフィールダー（MF）。トルコ名はメフメト・アウレリオ（Mehmet Aurélio）。

## 経歴

### クラブ
地元リオデジャネイロのCRフラメンゴからデビューした。CRフラメンゴで100試合以上に出場し、2001年には下部リーグのオラリアACでプレーした。2001年6月、トルコ・スュペル・リグのトラブゾンスポルに移籍し、2002-03シーズンにはテュルキエ・クパスを制した。2003年6月、フェネルバフチェSKに移籍した。フェネルバフチェSKではクラブの中心選手となり、シュペルリグで3度、トルコ・スーパーカップで1度優勝した。2008年6月、フリートランスファーでリーガ・エスパニョーラのレアル・ベティスと2年契約を結んだ。2シーズンで69試合に出場して6得点を挙げた。ベティスとの契約が満了した2010年夏には再びトルコに戻り、ベシクタシュJKと2年契約を結んだ。基本給に加えて、出場試合数に応じたボーナスが支払われる。2010-11シーズンのテュルキエ・クパス決勝ではイスタンブールBBと対戦し、延長戦を終えて2-2となったために試合の結果はPK戦に委ねられたが、アウレリオはPKを決めて優勝に貢献した。

### 代表
2006年7月にトルコに帰化した。帰化選手として初めてトルコ代表に招集され、8月のルクセンブルク戦でトルコ代表デビューした。UEFA EURO 2008予選ではファティ・テリム監督率いるトルコ代表でレギュラーポジションを獲得し、12試合中11試合に先発出場した。2008年にスイスとオーストリアで共催されたUEFA EURO 2008本大会では、グループリーグのポルトガル戦・スイス戦・チェコ戦すべてと準決勝のドイツ戦に出場した。アンカーやセンターハーフを担い、トルコ代表の準決勝進出に貢献した。

## タイトル

### クラブ
トラブゾンスポル・クラブ
- テュルキエ・クパス : 2003

フェネルバフチェSK
- スュペル・リグ : 2003-04, 2004-05, 2006-07
- トルコ・スーパーカップ : 2007

ベシクタシュJK
- テュルキエ・クパス : 2011

## 個人成績

### 代表での得点
| #  | 日時           | 場所           | 相手         | スコア | 結果 | 大会               |
| -- | -------------- | -------------- | ------------ | ------ | ---- | ------------------ |
| 1. | 2007年9月12日  | イスタンブール | ハンガリー   | 2-0    | 3-0  | UEFA EURO 2008予選 |
| 2. | 2008年11月19日 | ウィーン       | オーストリア | 1-1    | 4-2  | 親善試合           |